# Шекспир, Ричард
Ричард Шекспир (1490, Роксолл, Уорикшир, Королевство Англия — до 10 февраля 1561) — дед Уильяма Шекспира, земледелец из Сниттерфилда в Уорикшире.

## Биография
Шекспир родился в Роксолле в графстве Уорикшир в 1490 году. Незадолго до 1529 года он переехал в Сниттерфилд, расположенный в четырёх с половиной милях от Стратфорда-на-Эйвоне, и там до самой смерти был фермером-арендатором на земле, принадлежавшей Роберту Ардену. Шекспир упоминается в судебных и поместных документах как преуспевающий фермер. Томас Этвуд, винодел и суконщик, завещал ему упряжку из четырех волов. Ричард был оштрафован на два пенса за то, что не явился в суд поместья в 1529 году. Кроме того, его наказали за то, что его скот свободно пасся на общинных лугах.
На момент своей смерти Ричард арендовал 80 акров земли, на которой стоял его дом. Его имущество было оценено в 38 фунтов стерлингов.
Шекспир женился (по одной из версий, примерно в 1532 году) на Эбигейл Уэбб. В этом браке родились сыновья Джон и Мэтью. Первый из них женился на дочери Роберта Ардена Мэри и стал отцом драматурга Уильяма Шекспира, родившегося в 1564 году — через три года после смерти деда.